# عياش بن أبي ربيعة
كان عياش بن أبي ربيعة من المستضعفين بمكة، الذين كان يدعو لهم رسول الله ﷺ .

## اسمه ونسبه
هو عياش بن أبي ربيعة (عمرو) بن المغيرة بن عبد الله بن عمر بن مخزوم بن يقظة بن مرة بن كعب بن لؤي بن غالب بن فهر بن مالك بن النضر بن كنانة بن خزيمة بن مدركة بن إلياس بن مضر بن نزار بن معد بن عدنان.
أبو عبد الرحمن المخزومي القرشي. وقيل: يكنى أبا عبد الله، هو أخو أبي جهل بن هشام لأمه وأمهما: أسماء بنت مخربة بن جندل بن أبير بن نهشل بن دارم التميمية. هو أخو عبد الله بن أبي ربيعة لأبيه وأمه. وهو عم الشاعر عمر بن ابي ربيعة. وهو ابن عم خالد بن الوليد. وامرأته: أسماء بنت سلامة بن مخربة التميمية.

## إسلامه وهجرته
أسلم قديمًا قبل دخول الرسول محمد ﷺ دار الأرقم بن أبي الأرقم وقبل أن يدعو فيها، كان من السابقين الأولين 
هاجر إلى الحبشة وولد له بها ابنه عبد الله، كما هاجر إلى المدينة مع عمر بن الخطاب وفي هجرته إلى المدينة حدثت هذه القصة:
قال ابن هشام: خرج أبو جهل ابن هشام والحارث بن هشام إلى عياش بن أبي ربيعة وكان ابن عمهما وأخاهما لأمهما حتى قدما علينا المدينة ورسول الله ﷺ بمكة فكلماه وقالا: إن أمك قد نذرت أن لا يمس رأسها مشط حتى تراك، ولا تستظل من شمس حتى تراك. فرق لها فقال عمر له: يا عياش إنه والله إنْ يريدك القوم إلا ليفتنوك عن دينك، فاحذرهم فوالله لو قد آذى أمك القمل لامتشطت، ولو قد اشتد عليها حر مكة لاستظلت. فقال: أبر قسم أمي، ولي هنالك مال فآخذه. قال عمر: فقلت: والله إنك لتعلم أني لمن أكثر قريش مالا فلك نصف مالي ولا تذهب معهم. قال: فأبى علي إلا أن يخرج معهما فلما أبى إلا ذلك قلت له: أما إذ قد فعلت ما فعلت فخذ ناقتي هذه فإنها ناقة نجيبة ذلول فالزم ظهرها فإن رابك من القوم ريب فانج عليها.
فخرج عليها معهما حتى إذا كانوا ببعض الطريق قال له أبو جهل: يا ابن أخي والله لقد استغلظت بعيري هذا، أفلا تعقبني على ناقتك هذه؟ قال: بلى. قال: فأناخ وأناخا؛ ليتحول عليها، فلما استووا بالأرض عدوا عليه فأوثقاه وربطاه ثم دخلا به مكة. قال ابن إسحاق: فحدثني به بعض آل عياش بن أبي ربيعة: أنهما حين دخلا به مكة دخلا به نهارا موثقا ثم قالا: يا أهل مكة هكذا فافعلوا بسفهائكم كما فعلنا بسفيهنا هذا.

## قرآن نزل به
قال ابن كثير: واختلف في سبب نزول هذه الآية « وَمَا كَانَ لِمُؤْمِنٍ أَن يَقْتُلَ مُؤْمِنًا إِلَّا خَطَأً»، قال مجاهد وغير واحد: نزلت في عياش بن أبي ربيعة أخي أبي جهل لأمه وذلك أنه قتل رجلا كان يعذبه مع أخيه على الإسلام وهو الحارث بن يزيد بن أنسة فأضمر له عياش السوء فأسلم ذلك الرجل وهاجر وعياش لا يشعر فلما كان يوم الفتح رآه فظن أنه على دينه فحمل عليه فقتله فأنزل الله هذه الآية.
قال القاسم بن محمد بن أبي بكر الصديق نزلت هذه الآية في جدك عياش بن أبي ربيعة والحارث بن يزيد من بني عامر بن لؤي وكان يؤذيهم بمكة وهو كافر فلما هاجر المسلمون أسلم الحارث وأقبل مهاجرا حتى إذا كان بظاهر الحرة لقيه عياش بن أبي ربيعة فظنه على شركه فعلاه بالسيف حتى قتله فنزلت « وَمَا كَانَ لِمُؤْمِنٍ أَن يَقْتُلَ مُؤْمِنًا إِلَّا خَطَأً» 
وجاء في تفسير القرطبي أيضًا:﴿أَحَسِبَ النَّاسُ أَنْ يُتْرَكُوا أَنْ يَقُولُوا آمَنَّا وَهُمْ لَا يُفْتَنُونَ ۝٢﴾ [العنكبوت:2]، قال ابن عباس وغيره: يريد بالناس قوما من المؤمنين كانوا بمكة وكان الكفار من قريش يؤذونهم ويعذبونهم على الإسلام كسلمة بن هشام وعياش بن أبي ربيعة والوليد بن الوليد وعمار بن ياسر
وياسر أبوه وسمية أمه وعدة من بني مخزوم وغيره فكانت صدورهم تضيق لذلك وربما استنكروا أن يُمَكِّنَ الله للكفار من المؤمنين قال مجاهد وغيره: فنزلت هذه الآية مسلية معلمة أن هذه هي سيرة الله في عبادة اختبارا للمؤمنين وفتنة.

## دعاء النبيﷺله
عن أبي هريرة أن محمد ﷺ كان إذا رفع رأسه من الركعة الآخرة يقول:
«اللهم أنج عياش بن أبي ربيعة، اللهم أنج سلمة بن هشام، اللهم أنج الوليد بن الوليد، اللهم أنج المستضعفين من المؤمنين، اللهم اشدد وطأتك على مضر، اللهم اجعلها سنين كسني يوسف.» 

## أهم ملامح شخصيته
يطغى على شخصيته - - الجانب العاطفي ويظهر ذلك جليًا في قصته مع أمه رغم أنَّه هاجر الهجرتين وذلك يدل على بذله وصبره في الإسلام كما كان من خلقه الإيثار . وفي قصة موته خير شاهد على ذلك.

## بعض من أخذ عنه
روى عنه ابناه: عبد الله والحارث، ونافع مولى ابن عمر مرسلًا، وعبد الرحمن بن سابط ويقولون أنه مرسل كذلك

## قصة موته
عن حبيب بن أبي ثابت أن الحارث بن هشام وعكرمة بن أبي جهل وعياش بن أبي ربيعة أثبتوا يوم اليرموك، فدعا الحارث بشراب فنظر إليه عكرمة فقال: ادفعوه إلى عكرمة فدفع إليه، فنظر إليه عياش بن أبي ربيعة، فقال عكرمة: ادفعوه إلى عياش فما وصل إلى أحد منهم حتى ماتوا جميعا وما ذاقوه.

## وفاته
قال ابن قانع والقراب وغيرهما: مات سنة خمس عشرة بالشام في خلافة عمر وقيل: استشهد باليمامة وقيل باليرموك.
وذكر محمد بن سعيد قال: حدثنا محمد بن عبد الله الأنصاري، حدثنا أبو يونس القشيري حدثنا حبيب بن أبي ثابت
أن عياش بن أبي ربيعة، والحارث بن هشام، وعكرمة بن أبي جهل قتلوا يوم اليرموك في حديث ذكره.

## عياش بن أبي ربيعة في الأفلام والمسلسلات
ظهرت شخصية الصحابي عياش بن أبي ربيعة  في مسلسل عمر من إخراج حاتم علي وقام بتجسيد الدور الممثل السوري خالد القيش